# Fernando Romay
Fernando Romay, född 23 september 1959 i La Coruña, Spanien, är en spansk basketspelare som tog tog OS-silver 1984 i Los Angeles. Detta var Spaniens första medalj i basket vid olympiska sommarspelen. Det kom att dröja till baskettävlingarna vid olympiska sommarspelen 2008 i Peking innan Spanien tog sin nästa medalj. Han är Liga ACB:s bäste blockerare genom tiderna (671).